# Ahorn
 Denne artikel omhandler en træart. Opslagsordet har også en anden betydning, se Ahorn (bei Coburg).
Ahorn (Acer pseudoplatanus) er et stort, løvfældende træ med grove grene og håndlappede blade. På grund af artens store hårdførhed, tålsomhed over for beskæring og kronebygning bruges den ofte som allé- og bytræ. Dens frugter er de kendte, vingede "helikoptere". Ahorn kaldes også Ær eller Valbirk.
Æren kan skelnes fra den lignende spidsløn ved f.eks. at brække en bladstilk. Spidsløn har hvid mælkesaft, mens ærens saft er vandklar.

## Beskrivelse
Ahorn er et stort, løvfældende træ. Væksten er først kegleformet, men den bliver senere mere afrundet. Grenene er stive og oprette. Stammen er ofte gaffeldelt. Barken er først brun og glat. Senere bliver den gråbrun, og til sidst er den afskallende i flager med rødbrun underbark. Knopperne er modsatstillede, tilliggende, spidse og grønne. Bladene er håndlappede med afrundet tilspidsede lapper og ligeledes spidse sammenløb mellem lapperne. Bladranden er savtakket. Oversiden er græsgrøn, mens undersiden er grågrøn. Høstfarven er brun eller gul. Bladstilken er rød.
Blomstringen finder sted sidst i maj kort efter løvspring. Blomsterne er grønne og sidder samlet i hængende klaser. Til sammenligning er blomsterne gulgrønne i den næsten ens udseende løn og lønnens blomster sidder i oprette halvskærme. Ærens frugter er de kendte, vingede "helikoptere". De modner og spirer villigt i Danmark. Frugterne kan kendes fra spidsløns ved at sammenligne vinklen, som de to frugter i helikopteren danner. Ærens frugter danner en vinkel på mindre end 90 grader, mens løns frugter sidder i en vinkel på næsten 180 grader.
Rodnettet er højtliggende med tæt forgrenede hovedrødder og masser af finrødder. Arten er tilbøjelig til at danne højtliggende "kvælerrødder". Skud, knopper og blade indeholder klar saft. Træet danner ofte tveger med indgroet bark.

## Hjemsted
Arten er naturligt hjemmehørende i Kaukasus, samt i det sydlige, centrale og vestlige Europa.
Ær antages almindeligvis at være indført i Danmark af skovrider von Langen i 1700-tallet. Nye undersøgelser viser dog, at arten er naturligt hjemmehørende i Sydjylland, på Sydfyn, Lolland-Falster og i Sydsjælland.
Der findes vidnesbyrd om Ær i en hel del gamle stednavne, bl.a. Ærskov, Ærhave, Ærholt og Ærfælde – der har med skov eller skovrydning at gøre; de er formentlig fra før 1300. Navnet Ærø indeholder sandsynligvis også mindelser om Ær. Og der er kulturhistoriske vidnesbyrd om, at Ær har været brugt til træskoskæring på Ærø i ældre tider.

## Økologi
Træet danner blandingsskov med f.eks. ask, bøg og småbladet lind på fugtig og mineralrig jord. Ær optræder ofte som pionertræ i skove, haver og parker på grund af sin overvældende frøsætning. Træet trives i meget lys, men tåler også nogen skygge, og giver selv som ung en del skygge. Træet skades ikke af vind og kun sjældent af frost. Ær klarer sig godt på mange forskellige jordtyper, også helt ud til kanten af blødbundsarealer, men foretrækker muldrig bund.
Vrapač nationale naturreservat ligger på Moldaus højre bred ca. 2 km vest for byen Litovel i Olomouc-regionen, Tjekkiet. Stedet ligger i knap 240 m højde, og her findes næsten urørte skove på områder, der ofte er oversvømmede. Disse skove rummer et plantesamfund, hvor arten vokser sammen med bl.a. ask, alm. guldstjerne, vintergæk, gul anemone, hulrodet lærkespore, hvid anemone, navr, ramsløg, skærmelm, småbladet elm, småbladet lind og stilkeg

## Galleri
|  |  |  |
|  |  |  |

## Anvendelse
Unge planter og skud ædes af vildt. Ær spreder sig let med utallige frøplanter, og den bør ikke plantes, så den spreder sig ind i skov. Derimod anvendes træet meget som allétræ og parktræ, og det bruges også i læhegn. Derimod er det ikke særligt velegnet som bytræ på grund af de højtliggende rødder.
Det er muligt at tappe saft fra træet og koge sirup deraf.
Træet angribes af cinnobersvamp og af visnesyge (Verticilium dahliae).
Ahorn bliver også anvendt til produktionen af elektriske og akustiske guitarer. Både guitarens krop og hals bliver ofte lavet af ahorn.

## Kulturhistorisk
Ordsprog: "Æren er det fejreste Træ i Skoven" (æren = Ær = Ahorn; fejreste = fagreste = smukkeste).
| Portal | Portal:Botanik |

## Note
1. ↑  Ahorn, Ær | Læs om træsorten hos RJ Snedkeri
2. ↑  Erik Buchwald: Ahorn eller ær -dansk eller invasiv? i Urt, 2010, 3 side 78-85.
3. ↑  Nature Conservation and Landscape Protection in the Czech Republic: Vrapač National Nature Reserve Arkiveret 8. januar 2015 hos  Wayback Machine Præsentation af samtlige naturbeskyttelsesområder i Tjekkiet (tjekkisk)/(engelsk)